# 王士珍
王士珍（1861年8月19日—1930年7月1日），字聘卿，號冠喬、冠儒，直隷省正定府正定县牛家庄人。清末民初軍事將領、政治家。

## 生平

### 創設新軍

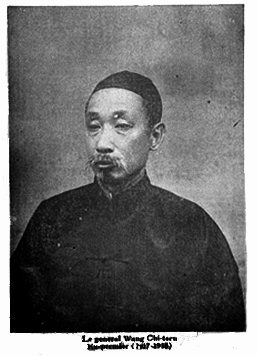

咸丰十一年七月十四日生于书香门第。从小即被过继给长房伯父如松。但伯父如松与父亲如柏皆早逝。与母亲相依为命。因家庭贫穷，他早年习练弓馬，1878年（光緒四年）入学正定鎮標学兵隊。此後，他隨葉志超調赴山海关。1885年（光緒十一年），他入学天津武備学堂，3年後以優秀成績毕业。此後他回山海關督辦随營砲隊学堂。
1894年（光緒二十年）王士珍隨直隷提督葉志超赴朝鮮。甲午戰争中，王士珍處在平壤防衛戰最前綫。王士珍在奮勇殺敵的同時，向葉志超献策並請求救援，遭到葉的全面否決。葉志超喪失鬥志逃跑，平壤落在日軍手中。王士珍在战斗中受伤，被炸掉一个手指。战后隨敗軍撤退。回国后，王士珍仍统领榆台炮队，驻防山海关。马关条约签订后，王士珍随新任直隶提督聂士成移驻芦台。
1895年（光緒二十一年）12月，袁世凱開始在天津開始小站練兵。王士珍任督操營務處会辦兼講武堂總教習，並兼任工程営管帶、工兵德文堂監督。王士珍指導訓練的能力強，受到袁的信任。袁世凱任山東巡撫後，王士珍参謀全省軍務。他還曾赴日本考察軍事訓練。
1900年（光緒二十六年）王士珍參與鎮壓義和團之乱。同年，山東省内的黄河決口，他率工兵隊筑垻，減輕了災情。
1902年（光緒二十八年）春，北洋軍政司始設於保定，王士珍任總参議。北洋常備軍編成，王士珍任左翼翼長。此後，他歷任軍学司正使、軍政司正使、北洋軍第2鎮統制官、第6鎮統制官。其間，他為北洋常備軍的訓練和正規化整備貢獻了力量。1906年（光緒三十二年）冬，王士珍被任命為新設的陸軍部右侍郎。翌年，他任江北提督兼鹽漕事務。

### 北洋要人
1911年（宣統三年）10月武昌起義爆發。袁世凱東山再起任內閣總理，王士珍任陸軍大臣。王士珍對清朝的忠誠心強，在清朝滅亡後，王士珍隨即退職。
1914年（民国三年），王士珍被授与陸軍上将銜，參加北洋政府。5月他任陸海軍大元帥統率辦事處辦事員（坐辦）、模範團籌備處處長。1915年（民国四年）8月，他繼段祺瑞之後任陸軍總長。1916年（民国5年）4月23日，他任参謀部總長，6月6日袁世凱死後他留任。
府院之争中，王士珍支持黎元洪，反對對德國宣戰。1917年（民國六年）5月23日，黎罷免段祺瑞國務總理職務，同日，王士珍被任命為京津一帶臨時警備總司令。李經羲內閣成立後，他任陸軍總長兼参謀部總長。
7月，張勳假意調停府院之爭，率領辮軍進入燕京，卻乘機擁立前清宣統皇帝，王士珍参与，任內閣議政大臣、参謀部大臣。復辟失敗後，王士珍回到故乡隐居。後來以維持北京秩序有功爲理由，他重回北京，任段祺瑞的参謀部總長。
段祺瑞的皖系和馮国璋的直系就針對南方政府（護法軍政府）究竟實行「武力統一」（皖系主張）還是「和平統一」（直系主張）起了紛爭。因湘南戰事失利，11月22日段辭任國務總理，在多番周折下，11月30日，馮國璋任命王士珍署理總理，協助推動南北和談及撫平主戰派。事情卻不如人意，1918年（民國七年）2月20日，王稱病辭任，馮國璋不準他離任，只給假養病，暫由內務總長錢能訓兼代國務總理。3月23日，因段祺瑞復任總理，王士珍始能正式離任。

### 晩年生活
1920年（民国九年）12月，王士珍任蘇皖贛三省巡閲使，翌年1月初辞任。1922年（民国十二年）1月，他被總統徐世昌授予將軍府“德威上将軍”。1925年（民国十四年）2月，他任善後会議議員、軍事整理委員会委員長。
晩年王士珍從軍政前臺退居幕後。他曾以京師治安維持会会長的身分調停北方各派军阀，維護北京治安，推進慈善事業。王士珍的活動為北京免遭戰禍貢獻很大。
1930年（民国十九年）7月1日，他在北平去世。享壽70岁（滿68岁）。進士尚秉和作的《德威上將軍正定王公行狀》載有其生平。

## 家族
祖父王履安是秀才，除精通医术外还尚武术，有“戎马书生”的称号。父亲王如柏。长房伯父王如松。

## 逸事
王士珍是袁世凯时期“北洋三杰”之一，号称“王龙”，另两人为“段虎”段祺瑞、“冯狗”冯国璋。段与冯后来都当上民初总统，且参与第一次世界大战並獲胜。

## 王士珍内阁
1917年12月1日成立，1918年3月23日结束。